# Julius Meier
Julius L. Meier, född 31 december 1874 i Portland, Oregon, död 14 april 1937 i Multnomah County, Oregon, var en amerikansk politiker (obunden). Han var Oregons guvernör 1931–1935.
Meier avlade 1895 juristexamen vid University of Oregon. I fyra år arbetade han som advokat och var därefter verksam som affärsman. På 1920-talet uppmanade Ku Klux Klan utan framgång till bojkott av varuhuset Meier & Frank på grund av Meiers judiska bakgrund. Han hade år 1901 varit en av grundarna av Portlands sionistförening.
Meier efterträdde 1931 A.W. Norblad som guvernör och efterträddes 1935 av Charles Martin. Han avled 1937 och gravsattes i Portland.